# Niš
Niš (Ниш, amb š sonant com a xeix, del llatí Naïssus) és una ciutat de Sèrbia (antiga Iugoslàvia) amb coordenades 43.3° N 21.9° E, situada vora el riu Nišava, amb una població de 374,300 (2004). La ciutat s'estén en una àrea d'uns 597 quilòmetres quadrats i inclou la ciutat de Niš, les termes Niška Banja i 68 suburbis més. Compta amb el Konstantin Veliki Aerodrom (o aeroport de Constantí I el Gran), un aeroport internacional amb codi de destinació INI.
Situada en una cruïlla d'autopistes entre els Balcans i la resta d'Europa, que connecten l'Àsia Menor amb Europa, Niš és una de les ciutats més antigues dels Balcans i des dels temps antics s'ha considerat una porta entre l'Est i l'Oest.
Niš és un centre universitari. Hi ha vora 14.000 universitaris a la Univerzitet u Nišu, que comprèn 10 facultats. Niš és també un dels centres industrials més importants de Sèrbia, amb indústria electrònica, de l'enginyeria mecànica, tèxtil i tabaquera.
Durant l'ocupació alemanya a la Segona Guerra Mundial, el primer camp de concentració de Iugoslàvia va ser a prop de Niš. El 1942, una revolució armada finalitzà amb una fugida. Els fugits eren de la guerrilla del moviment de Tito, que havien estat capturats pels alemanys durant la batalla de Kozara. Aquesta fuga està representada a la pel·lícula de Miomir Stamenkovic Lager Niš, de 1987.
El clima de l'àrea de Niš és moderat i continental.

## Història
L'antic nom de Naïssus (lloc de les nimfes) es va mantenir sota l'Imperi Romà i forma part de la província de Mèsia. Es considerà un lloc digne de menció a l'obra Geografia de Claudi Ptolemeu. Els romans ocuparen la ciutat en el període de la guerra de Dardània (75-73 aC). La ciutat va esdevenir una cruïlla de camins estratègics i una ciutat mercantil i de guarnició. Quan es va crear la província de Dardània en fou la capital.
L'any 268, durant la «crisi del segle iii» quan es derruí l'Imperi, la invasió goda més gran considerada fins a la data va anar penetrant als Balcans. Els hèruls, aliats dels gots, proporcionaren una flota que transportà per mar nombrosos exèrcits que baixaren per la costa de la mar Negra, on causaren la destrucció dels territoris costaners de Tràcia i Macedònia. Altres forces enormes creuaren el Danubi a Mèsia. La invasió dels gots a la província de Pannònia fou desastrosa. L'emperador Gal·liè va aturar el progrés dels gots derrotant-los a la batalla d'abril de l'any 268. Al setembre del mateix any es dirigí cap a la major força dels gots, situada a Naïssus, i els derrotà en la carnisseria que fou anomenada la batalla de Naïssus, la més sagnant del segle iii, en què moriren entre 3.000 i 5.000 gots al camp de batalla. La batalla proporcionà el nou cognom al gran general Claudi Gòtic, tot i que fóra el comandant de cavalleria d'Aurelià el vencedor real. La batalla de Naïssus assegurà dos segles més l'Imperi a l'oest.
Quatre anys més tard, el 27 de febrer de 272, època en què era una ciutat important i tenia una fàbrica estatal d'armament, nasqué a Naïssus el fill d'un comandant militar i de la filla d'un hostaler; llur destí seria el de convertir-se en l'emperador Constantí I el Gran. Les importants restes arqueològiques de la vila imperial de Mediana, que daten del segle iv, es troben molt a prop de Niš. Els terres amb mosaics i altres restes luxoses es preserven al Museu Arqueològic de les excavacions. Als voltants s'hi agrupen altres enclavaments aristocràtics suburbans.
Al segle iv es fundà la basílica cristiana a Niš, un dels monuments cristians més antics. Tot i que l'emperador Julià l'Apòstata en reforçà les muralles, la gran prosperitat de Naïssus la convertí en objectiu militar i fou destruïda per Àtila al segle v (434-453). Posteriorment, Justinià I va fer tots els possibles per restaurar-la, reconstruint-la i fortificant-la, però Naïssus mai més recuperà el caràcter urbà del segle iv. A la meitat del segle vi es van establir a la seva rodalia els primers grups eslaus.
Al segle ix, Naïssus va restar sota la dominació dels búlgars; fou part de l'estat fundat a Macedònia pel tsar Samuel el 976, fins al 1018 quan va passar altre cop als romans d'Orient; uns anys després van començar les invasions del petxenegs que a la meitat del segle es van instal·lar entre Naïssus i Sofia. El 1072 fou atacada pels hongaresos en una expedició de pillatge i el 1096 els habitants van defensar-se contra un atac dels primers croats, lliurant una dura batalla prop del pont, en què els croats foren derrotats. Més tard fou ocupada pels hongaresos fins que l'emperador romà d'Orient Manuel I Comnè la reconquistà una altra vegada el 1173 i els romans d'Orient la van conservar fins al 1182 quan Bela III d'Hongria la va recuperar al servei del príncep de Sèrbia Esteve Nemanja que aviat va assolir la sobirania del territori i fins a Sofia. El 1189 els croats de la Tercera Croada la van trobar gairebé buida i severament malmesa però el príncep de Sèrbia Esteve hi va rebre hospitalàriament a l'emperador germànic Frederic I Barba-roja i als seus croats. Va restar en mans dels serbis fins a la conquesta turca. Al-Idrisi l'esmenta com a Nisu.
El 1375, els otomans capturaren Naïssus per primer cop als serbis; les cròniques sèrbies assenyalen la data el 1386, segurament la data de l'ocupació definitiva. El 1443 fou ocupada i destruïda pels exèrcits cristians de Ladislau III d'Hongria i Joan Hunyadi. Després de la caiguda de Smederevo el 1459, el despotat serbi fou convertit en província otomana i Nish va quedar més directament sota domini turc. En una data propera (pocs dies després) al 20 de juny de 1521 la ciutat va patir un greu incendi i es va salvar en part per l'ajut de les tropes turques manades pel beglerbegi Ahmad Pasha que manava les forces contra els hongaresos.
Al segle xvii era un kadilik del sandjak de Sofia. Evliya Çelebi la va visitar i descriure el 1660. El 23 de setembre de 1689 fou ocupada pels austríacs manats pel príncep Lluís de Baden, però retornada als turcs l'any següent. El 1737 els austríacs manats per Seckendorf la van tornar a ocupar però altre cop fou retornada al cap de dos mesos. Fou llavors quan es van construir els elements defensius. Encara es conserva bé una gran fortalesa de les primeres dècades del segle xviii. El 1739 es va signar el Tractat de Niš. una convenció signada el 3 d'octubre de 1739, entre l'Imperi Otomà i la Rússia imperial, que especifica les estipulacions del tractat de Belgrad, posant fi a la guerra russo-turca de 1735-1739. També hi ha un important monument del començament del segle xix en memòria de l'aixecament serbi contra el regne turc, present més de quatre-cents anys; és la Ćele Kula (o Torre de les Calaveres), una torre construïda amb calaveres humanes única en el seu estil i que recorda el sacrifici del voivoda Stevan Sindjelič, lloctinent del cap rebel serbi Karađorđe, que el 31 de maig de 1809 va fer saltar la fortalesa matant-se a si mateix i als assaltants otomans; els otomans no van poder ocupar la ciutat i amb les calaveres dels morts serbis els turcs van construir la torre esmentada. Fou presa per l'exèrcit serbi el 12 de gener de 1877 durant les Guerres serbio-otomanes i l'11 de gener de 1878 Niš fou finalment arrabassada als otomans en virtut del tractat de San Stefano; llavors era capital d'un liwa. La població musulmana va emigrar majoritàriament a Turquia. A la ciutat van treballar l'historiador Ahmed Lütfi Efendi (1815-1907) i l'home d'estat Mithat Paşa (1822-1884); aquest darrer fou governador de Nish del 1861 a 1864.
Les mesquites foren eliminades en pocs anys; la penúltima va ser destruïda per una inundació el 1896 i només se'n va conservar una. El 1929 la jurisdicció del mufti islàmic que tenia autoritat sobre tots els musulmans de Sèrbia, fou eliminada i substituïda per un tribunal regional de la xaria (un altre estava a Belgrad). El 1931 els musulmans només eren el 3,7% de la població de 35.384 habitants; el 1933 es quantifiquen en 1.982, la majoria gitanos (els que no ho eren es repartien entre els que parlaven serbocroata, turc i albanès) que encara que musulmans i amb noms musulmans també seguien algunes festes cristianes. Les institucions musulmanes de Nish van desaparèixer durant la Segona Guerra Mundial i ja no es van restablir. Prop de Nish hi va haver el primer camp de concentració de Iugoslàvia durant la guerra (1942) i per mitjà d'una revolta se'n va escapar uns guerrillers de Tito que foren capturats després pels alemanys a la batalla de Kozara. La ciutat fou bombardejada pèls aliats el 1944 junt amb altres ciutats sèrbies.
El 1996, Niš fou la primera ciutat a manifestar-se contra Slobodan Milošević. La coalició de l'oposició democràtica anomenada Zajedno (Junts) va guanyar les eleccions del 1996 i el primer alcalde democràtic fou Zoran Živković (que després va esdevenir primer ministres de Sèrbia el 2003). El 7 de maig de 1999 un bombardeig de l'OTAN va causar diverses víctimes. A les eleccions municipals del setembre del 2004, Smiljko Kostic del partit Nova Srbija, va aconseguir el triomf; el Partit Democràtic va promoure un referèndum per cridar a Kostic però la majoria va votar en contra (novembre del 2005). A les eleccions locals de maig de 2008 el Partit Democràtic, el G17+ i altres partits reunits entorn del Partit Socialista de Sèrbia va obtenir el triomf i Milos Simonovic (del Partit Democràtic) fou escollit alcalde.